# Beauftragter der Bundesregierung für die Belange von Menschen mit Behinderungen
Der Beauftragte der Bundesregierung für die Belange von Menschen mit Behinderungen (zuvor bis 2016 Beauftragter der Bundesregierung für die Belange behinderter Menschen) ist zentraler Ansprechpartner bei der Bundesregierung in allen Angelegenheiten, die Menschen mit Behinderung berühren. Das Ehrenamt wurde 1981, dem Internationalen Jahr der Behinderten, vom damaligen Bundeskanzler Helmut Schmidt ausgerufen. Der Beauftragte wird von der Bundesregierung für die Dauer einer Legislaturperiode bestellt (§ 17 des Behindertengleichstellungsgesetzes).

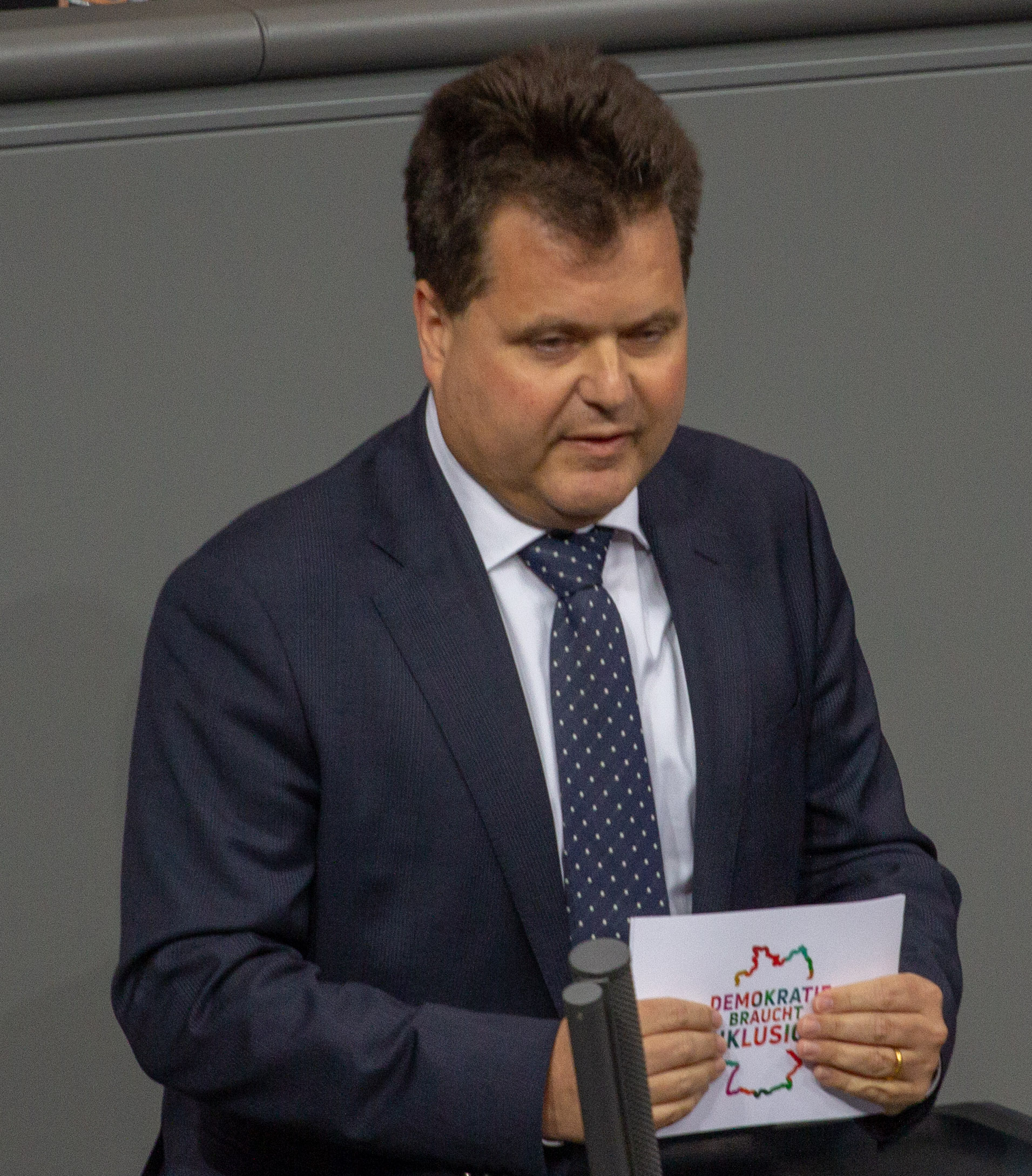
Der amtierende Behindertenbeauftragte Jürgen Dusel

## Gesetzlicher Auftrag
Aufgabe und Befugnisse des Beauftragten werden durch das am 1. Mai 2002 in Kraft getretene Gesetz zur Gleichstellung behinderter Menschen (Behindertengleichstellungsgesetz – BGG) geregelt.
Die oder der Beauftragte
- hält engen Kontakt mit behinderten Menschen, ihren Verbänden und Organisationen, mit Trägern und Erbringern von Teilhabeleistungen und mit vielen gesellschaftlichen Gruppen und sonstigen Organisationen, in denen Menschen mit Behinderung arbeiten,
- wirkt darauf hin, dass die Verantwortung des Bundes, für gleichwertige Lebensbedingungen für Menschen mit und ohne Behinderungen zu sorgen, in allen Bereichen des gesellschaftlichen Lebens erfüllt wird,
- ist bei allen Gesetzes-, Verordnungs- und sonstigen wichtigen Vorhaben der Bundesministerien beteiligt, soweit diese die Fragen der Integration von behinderten Menschen behandeln oder berühren und
- setzt sich dafür ein, dass unterschiedliche Lebensbedingungen von Behinderten berücksichtigt und geschlechtsspezifische Benachteiligungen beseitigt werden.

## Amtsinhaber
| Beauftragte der Bundesregierung für die Belange von Menschen mit Behinderungen |                               |                  |        |
| Nr.                                                                            | Name (Lebensdaten)            | Amtszeit         | Partei |
| 1                                                                              | Hermann Buschfort (1928–2003) | 1981–1982        | SPD    |
| 2                                                                              | Otto Regenspurger (1939–2003) | 1982–1998        | CSU    |
| 3                                                                              | Karl Hermann Haack (* 1940)   | 1998–2005        | SPD    |
| 4                                                                              | Karin Evers-Meyer (* 1949)    | 2005–2009        | SPD    |
| 5                                                                              | Hubert Hüppe (* 1956)         | 2010–2013        | CDU    |
| 6                                                                              | Verena Bentele (* 1982)       | 2014–2018        | SPD    |
| 7                                                                              | Jürgen Dusel (* 1965)         | seit 9. Mai 2018 | SPD    |

Die blinde Verena Bentele war die erste Behindertenbeauftragte der Bundesregierung, die selbst eine Behinderung hat. Der aktuelle Amtsinhaber Jürgen Dusel ist von Geburt an stark sehbehindert.

## Organisation
Der beauftragten Person steht ein mit hauptamtlichen Mitarbeitern besetzter Arbeitsstab zur Seite, der sie bei der Erfüllung ihrer Aufgaben unterstützt. Nach der Wiedervereinigung Deutschlands wurde 1990 der Vorsitzende vom Blinden- und Sehschwachenverband der DDR, Gerhard Polzin, in diesen Arbeitsstab aufgenommen.
Der Amtssitz des Beauftragten befindet sich im Kleisthaus in der Bundeshauptstadt Berlin.